# گونه‌سپید کوهستان
گونه‌سپید کوهستان (نام علمی: Peltops montanus) نام یک گونه از سرده گونه‌سپید است.